# Williamstown (Kentucky)
Williamstown is een plaats (city) in de Amerikaanse staat Kentucky, en valt bestuurlijk gezien onder Grant County en Pendleton County.

## Demografie
Bij de volkstelling in 2000 werd het aantal inwoners vastgesteld op 3227.
In 2006 is het aantal inwoners door het United States Census Bureau geschat op 3435, een stijging van 208 (6.4%).

## Geografie
Volgens het United States Census Bureau beslaat de plaats een oppervlakte van
42,7 km², waarvan 41,3 km² land en 1,4 km² water. Williamstown ligt op ongeveer 273 m boven zeeniveau.

## Plaatsen in de nabije omgeving
De onderstaande figuur toont nabijgelegen plaatsen in een straal van 20 km rond Williamstown.